# Wiener Chronik
Wiener Chronik ist ein Walzer von Johann Strauss Sohn (op. 268). Das Werk wurde am 3. März 1862 im Dianabad-Saal in Wien erstmals aufgeführt.